# Colonia Cosoltepec
Colonia Cosoltepec är en ort i Mexiko.   Den ligger i kommunen San Miguel Soyaltepec och delstaten Oaxaca, i den sydöstra delen av landet, 300 km öster om huvudstaden Mexico City. Colonia Cosoltepec ligger 50 meter över havet och antalet invånare är 312.
Terrängen runt Colonia Cosoltepec är platt åt nordost, men åt sydväst är den kuperad. Terrängen runt Colonia Cosoltepec sluttar österut. Runt Colonia Cosoltepec är det ganska tätbefolkat, med 100 invånare per kvadratkilometer. Närmaste större samhälle är Isla Soyaltepec, 15,4 km sydväst om Colonia Cosoltepec. Trakten runt Colonia Cosoltepec består till största delen av jordbruksmark.